# Atrincheramiento
Un atrincheramiento es un obstáculo que se opone al enemigo para defender más fácil y ventajosamente el terreno que uno ocupa. 
Hay atrincheramientos de muchas especies: 
- los más ordinarios consisten en fosos, cuya tierra se echa a la parte donde están las tropas que se quiere cubrir y las sirve de parapeto
- se hacen también con árboles que se derriban y colocan unos sobre otros (Abatida) o con tarros, piedras, escombros de paredes o murallas viejas demolidas, fajinas, tierra, etc.
- se da también el nombre de atrincheramiento a las cortaduras que se practican en las obras exteriores de las plazas y en los baluartes para defenderlos paso a paso. Estas especies de atrincheramientos se componen de un pequeño muro y de un parapeto que forman ordinariamente un ángulo entrante para defender mejor que el enemigo se acerque: se hace con sacos de tierra, gaviones, fajinas , etc.
- se da igualmente el nombre de atrincheramientos a las líneas de circunvalación.

La disposición del atrincheramiento debe arreglarse a los principios de la fortificación. Examinar igualmente la fuerza de todos los puntos, fortificar los que naturalmente son más débiles, ocupar aquellos que la naturaleza hizo más ventajosos; tomar en cuanto sea posible una línea recta, cortada por grandes y frecuentes puntos salientes, que desde ellos se crucen los ruegos por una extensión considerable.

## Principio de la defensa
El de la defensa consiste en hacer igualmente fuertes todas las partes o puntos en cuanto se pueda; reforzar los más débiles con las mejores tropas o con mayor número, con reservas, con mucha artillería y sobre todo con los más hábiles y bravos generales.
El arte del ataque consiste en distinguir el paraje más débil de una posición, dirigir contra él las principales fuerzas , mientras que con otros ataques fingidos se intenta llamar a ellos al enemigo o por lo menos obligarle a mantener las tropas en sus puestos.
M. de Feuquiers ha dado algunos preceptos sobre el ataque de un ejército atrincherado. Se pueden conseguir ventajas, dice, contra un ejército que viéndose alguna vez precisado a tomar una mala posición ha fortificado su campo y recogido a él todos los víveres y forrajes que le fue posible y de que creyó tener necesidad. En este caso, no está sin ejemplo el que se construyesen baterías, se abriese la trinchera, se ganase algún terreno muy vecino del campo enemigo para colocar en artillería y en fin, que después de haber arruinado y abierto una parte de los atrincheramientos, se les atacase a viva fuerza: pero es necesario advertir que los ataques de esta especie solo se deben hacer en cuanto haya lugar contra los flancos del campo y cuando puede atacarse con un frente mayor que el del enemigo. 
Se ha de advertir también que es bueno fatigarle algunos días antes del ataque y hacerle padecer algunas necesidades esenciales. En general, el ataque de un ejército atrincherado supone una gran superioridad en el atacante y también necesidad de empeñar la acción pues en ella se perderá siempre mucha gente; bien que podrá producir la ruina entera del exército enemigo, forzado así en su propio campo.